# Брибир
Вижте пояснителната страница за други значения на Брибир.
Брибир (на хърватски: Bribir) е село в южна Хърватия, Шибенишко-книнска жупания, в областта Равни котари недалеч от Скрадин.

## История
След завладяването на тези земи от римляните, през 1 век на хълма Брибир (на хърватски Bribirska glavica), е основано селището Варвария. Плиний Стари споменава Варвария като една от 14 общини под юрисдикцията на Скардона (Скрадин).
Брибир достига своя разцвет през XIII и XIV в. при управлението на рода Шубичи, които владеели този район и били известни като князете на Брибир. Те построяват голям замък на хълма Брибир, откъдето можело да се наблюдава и контролира цялата околност и подстъпа към адриатическия бряг.
Селището е обитавано от православно население от XVI в. В периода 1991 – 1995 г. е част от Република Сръбска Крайна.

## Население
През 2011 г. Брибир има население от 103 души.